# SNORD115
آران‌ای SNORD115 کوچک هسته‌ای (انگلیسی: Small nucleolar RNA SNORD115) که با نام HBII-52 هم شناخته می‌شود، یک مولکول RNA غیر-کدکننده است که در بیوژنز (اصلاح و تعدیل) RNA کوچک هسته‌ای نقش دارد. این اصلاح و تعدیل در هستک سلول‌های یوکاریوت صورت می‌پذیرد. به RNA کوچک هسته‌ای، «راهنمای RNA» هم گفته می‌شود.
این مولکول در انسان به‌صورت توالی‌های تکرارشونده در کنار SNORD116 و بر روی کروموزوم ۱۵ در «ناحیهٔ سندرم پرادر–ویلی» یافت می‌شود. تصور بر آن است که حذف‌های جزئی در این مولکول، نقش برجسته‌ای در بروز سندرم پرادر–ویلی ندارد. مولکول SNORD115 بیشتر در بافت مغز ساخته می‌شود (به‌جز مغز مبتلایان به سندرم پرادر–ویلی). جایگاه کروموزومی حاوی ژن SNORD115 در مبتلایان به اوتیسم تکثیرشده و دو نسخه از آن وجود دارد. در موش‌هایی که با مهندسی ژنتیک، این جایگاه تکثیر و دوتایی شده، رفتارهای شبه اوتیسمی از موش‌ها دیده شده‌است. همچنین مشاهده گردیده‌است که SNORD115 در موش‌ها، در تنظیم فرایند پیرایش دگرسان برخی ژن‌ها همچون ژن گیرنده ۱ هورمون آزادکننده کورتیکوتروپین نقش دارد.